# Kirowsk (Luhansk)
Kirowsk (ukrainisch Кіровськ – ukrainisch offiziell seit dem 12. Mai 2016 Голубівка Holubiwka; russisch Кировск Kirowsk) ist eine Stadt in der Oblast Luhansk im Osten der Ukraine mit etwa 29.000 Einwohnern (2013).

## Geographie
Die Stadt befindet sich am Fluss Luhan im östlichen Donezbecken unweit von Stachanow und etwa 55 km westlich der Oblasthauptstadt Luhansk.
Die Siedlung städtischen Typs Nowotoschkiwske wurde am 7. Oktober 2014 aus der Stadt ausgegliedert und dem Rajon Popasna angeschlossen.
Am 12. Juni 2020 wurde die Stadt ein Teil der neugegründeten Stadtgemeinde Kadijiwka, bis dahin bildete die Stadt zusammen mit den Siedlungen städtischen Typs Donezkyj (eigene Siedlungsratsgemeinde) und Tscherwonohwardijske (eigene Siedlungsratsgemeinde – offiziell seit 2016 Криничанське Krynytschanske/) sowie den Dörfern Krynytschne (Криничне) und Tawrytschanske (Тавричанське) die gleichnamige Stadtratsgemeinde Kirowsk (Кіровська міська рада/Kirowska miska rada) direkt unter Oblastverwaltung stehend.
Am 17. Juli 2020 wurde der Ort ein Teil des Rajons Altschewsk.

## Geschichte
Die Stadt wurde 1764 unter dem Namen Holubiwka gegründet. Vom 12. Juli 1942 bis zum 3. September 1943 war der Ort von Truppen der deutschen Wehrmacht besetzt.
Nach dem Zweiten Weltkrieg bestand in der Stadt ein Lager für deutsche Kriegsgefangene (Lager Golubowka) mit einer Antifa-Schule, die anfangs unter der Leitung des späteren Volkspolizei-Offiziers Paul Ludwig stand.
Ihren heutigen Namen erhielt die Stadt 1962 nach Sergei Kirow, einem sowjetischen Staats- und Parteifunktionär, zusammen mit dem Erhalt des Status einer Stadt von regionaler Bedeutung.
Seit Sommer 2014 ist der Ort im Verlauf des Ukrainekrieges durch Separatisten der Volksrepublik Lugansk besetzt.
Aus dem Fußballverein FK Antrazit Kirowsk, der zeitweise in der höchsten ukrainischen Fußball-Liga, der Premjer-Liha spielte, ging 1996 der erfolgreiche Fußballverein FK Metalurh Donezk hervor.

## Bevölkerungsentwicklung
| 1923  | 1926  | 1939   | 1970   | 1979   | 1989   | 2001   | 2013   |
| ----- | ----- | ------ | ------ | ------ | ------ | ------ | ------ |
| 4.996 | 8.332 | 26.500 | 44.755 | 39.978 | 41.334 | 35.199 | 28.886 |

Quellen: 1923–1926, 1970, ab 2001;
1939;
1979

## Persönlichkeiten
- Oleksandr Horschkow (* 1970); russisch/ukrainischer Profifußballspieler